# Богуслав V Великий
Богусла́в V Вели́кий (пол. Bogusław V (Wielki); ок. 1317/1318 — 3 февраля/24 апреля 1374) — герцог Померании-Вольгаста (1326—1368) и Померании-Слупска (1368—1374).

## Биография
Представитель династии Грифичей. Старший сын Вартислава IV (ок. 1291—1326), герцога Померании-Вольгаста (1309—1326), и Ельжбеты (Елизаветы) Линдов-Руппин. Младшие братья — Барним IV Добрый (1319/1320-1365), герцога Померании-Вольгаста, и Вартислав V (1326—1390), герцог Померании-Вольгаста и Померании-Щецинека.
В 1326 году после смерти своего отца Вартислава IV Богуслав, которому тогда было 8-9 лет, был объявлен новым герцогом Померании-Вольгаста. Его соправителями стали младшие братья Барним и Вартислав. Регентшей и фактической правительницей герцогства стала их мать Эльжбета, вдова Вартислава IV.
После смерти герцога Вартислава IV Мекленбургский дом предъявил свои претензии на остров Рюген. Юный герцог при участии своей матери отправил посольство королю Дании, прося его принять Рюген как свой лен. Наместником (куратором) Рюгена был назначен граф Буркхард фон Шваленберг. Князья Мекленбурга, рассчитывая воспользоваться малолетством юных герцогов и надеясь на поддержку некоторых рюгийских знатных родов, напали на герцогство. Горожане Грайфсвальда и Штральзунда смогли спасти Рюген, они собрали и выставили около 340 тяжеловооруженных и легковооруженных воинов. Датчане прислали на помощь 600 воинов, вместе с которыми померанцы отстояли замок Лец, осажденный врагами. Обе стороны заключили перемирие.
В 1331 году герцоги Щецина Оттон I и Барним III (1331 год) были назначены опекунами малолетнего герцога Богуслава и его братьев.
27 июля 1328 года был заключен мирный договор между герцогством Померания-Вольгаст и Мекленбургским домом.
Восточные земли герцогства (округ Слупский) по договору от 27 февраля 1329 года с Тевтонским орденом были переданы на 12 лет тевтонским рыцарям-крестоносцам.

## Самостоятельное правление
С 29 июля 1332 года герцог Богуслав стал подписывать самостоятельные документы. С 1338 года он управлял всем герцогством от своего имени и имени своих братьев, над которыми он осуществлял уход. В 1335 году при содействии самих слупчан герцог Богуслав присоединил к своим владения Слупск с округом. Слупская земля было предоставлена тевтонским рыцарям-крестоносцам в залог за сумму в 6 тысяч гривен.
11 июля 1343 года герцог Богуслав Великий вместе с младшим братом Барнимом IV Добрым заключил союзный договор с королём Польши Казимиром III Великим против Тевтонского ордена. Это соглашение должно было гарантировать неизменность условий Калишского мира, заключенного между Польшей и Тевтонским орденом 8 июля 1343 года.
В середине XIV века возобновился конфликт с Мекленбургским герцогством. Богуслав Великий пытался включить в состав своих владений округ Барда. Несмотря на заключенный мирный договор в Любеке (1350), конфликт не был урегулирован. В течение нескольких последующих лет велись военные действия, которые в 1354 году закончились победой поморян. 12 февраля того же года было подписано мирное соглашение между Померанией-Вольгастом и Мекленбургом. Посредниками выступали король Германии и Чехии Карл IV Люксембургский и король Польши Казимир III Великий. По условиям договора мекленбургские князья отказались от Вкранской и Ругийской земель. Богуслав V обязался не строить своих крепостей на границе с Мекленбургом, а все спорные вопросы решать с участием судебных представителей из четырех поморских городов и рыцарства.
В период правления Богуслава Великого произошла два раздела герцогства Померания-Вольгаст. 25 мая 1365 года Богуслав получил на четыре года во владение часть герцогства к востоку от р. Свина.
8 июня 1372 года по второму разделу герцогства Богуслав получил во владение восточные земли герцогства со столицей в Слупске. В состав Слупского княжества входили город Старгард, Тшебятув, Грыфице, Дарлово, Славно и Слупск.
Богуслав Великий был инициатором подписания мирного соглашения в Штральзунде в 1370 году, которое закончило войну Ганзы с Данией, и мирного договора с Мекленбургом в 1372 году.

## Семья и дети
24/24 февраля 1343 года герцог Богуслав Великий женился на принцессе Елизавете (Эльжбете) Польской (ок. 1326—1361), дочери короля Польши Казимира III Великого от первого брака с Альдоной Литовской. В браке с ней имел двух дочерей и одного сына:
- дочь
- Елизавета (1346/1347—1393), четвёртая жена с 1363 года императора Священной Германской империи и короля Чехии Карла IV Люксембургского
- Казимир (ок. 1345/1351—1377), князь Добжиньский (1370—1377) и герцог Померании-Слупска (1374—1377)

Овдовев после смерти первой жены, около 1362—1363 года вторично женился на Адельгейде Вельф (ок. 1341—1406), дочери Эрнста I, герцога Брауншвейг-Грубенхагена (1297/1305—1361). Дети от второго брака:
- Вартислав VII (ок. 1362/1363—1395) — герцог Слупский (1377—1395)
- Богуслав VIII (ок. 1363/1364 — 1418) — герцог Старгардский (1377—1402, 1402—1418), Слупский (1395—1402, 1403—1418)
- Барним V (до 1369—1403), князь Старгардский (1377—1402), Слупский (1395—1402), Славенский, Дарловский и Щецинецский (1402—1403)
- Малгоржата (Маргарита) (ок. 1366—1410), жена с 1392 года австрийского эрцгерцога Эрнста Железного (1377—1424).

## Смерть
Богуслав V скончался между 3 февраля и 24 апреля 1374 года. Место его захоронения до сих пор неизвестно. По данным исследования, его тело было захоронено в Белобоцком монастыре в городе Тшебятув, а по другим данным, в архиепархии Каменя.